# Georges Ungerman
Georges Ungerman (Varsovie, 16 mars 1915 - Aubagne, 13 novembre 1998) est un militaire français d'origine polonaise, Compagnon de la Libération. Soldat de la légion étrangère, il participe aux premiers combats de la Seconde Guerre mondiale en Norvège avant de rallier les Forces françaises libres. Avec celles-ci, il combat en Afrique et au Proche-orient avant de participer à la libération de l'Italie puis à celle de la France. Restant dans l'armée après la guerre, il prend part aux guerres d'Indochine et d'Algérie.

## Biographie

### Jeunesse et engagement
Georges Ungerman naît le 16 mars 1915 à Varsovie en Empire Russe sur les bords de la Vistule où son père dirige une entreprise fluviale. Après ses études secondaires, il part en Tchécoslovaquie où il commence à étudier les beaux-arts, études qu'il poursuit en France. En 1935, il décide de s'engager dans la légion étrangère et est affecté au 3e régiment étranger d'infanterie au Maroc. Blessé par une mine en 1937, il est promu caporal en 1938 et sergent en février 1940.

### Seconde guerre mondiale
En mars 1940, il est incorporé à la 13e demi-brigade de légion étrangère et prend part à la campagne de Norvège, au cours de laquelle il participe à la bataille de Narvik. Lorsque le corps expéditionnaire français en Scandinavie rentre en France en juin 1940, l'avancée des troupes allemandes le décide à rembarquer immédiatement vers l'Angleterre. Georges Ungerman fait alors partie des hommes qui se rallient aux forces françaises libres. Envoyé en Afrique, il prend part à la bataille de Dakar puis combat au Cameroun avant d'être promu sergent-chef en décembre. En mars 1941, lors des combats en Érythrée, il participe à la bataille de Keren et à la prise de Massaoua. Déplacé au Levant, il est engagé dans la campagne de Syrie et s'empare de Damas avec la 13e DBLE. Promu adjudant, il suit son unité en Afrique du nord où, dans le cadre de la guerre du désert, il combat en Égypte puis en Libye. Le 9 juin 1942, lors de la bataille de Bir-Hakeim, il est blessé par balle mais refuse d'être évacué. Revenu en Égypte, il participe en octobre à la seconde bataille d'El Alamein. Il passe les premiers mois de l'année 1943 en Libye et en Tunisie où il est promu adjudant-chef en juillet.
En avril 1944, Georges Ungerman débarque à Naples et participe à la campagne d'Italie jusqu'à Rome. Il retrouve le sol français le 30 août lorsqu'il débarque à Cavalaire. Remontant la vallée du Rhône, il est promu sous-lieutenant en octobre avant de prendre part à la bataille d'Alsace. Il s'illustre le 3 décembre sur les hauteurs de Bitschwiller-lès-Thann lorsqu'il lance un assaut sur le mont Kohlwald, infligeant de lourdes pertes à l'ennemi. Le 13 janvier suivant, il est blessé par des éclats d'obus. En mars 1945, promu lieutenant, il est envoyé au Liban où il est affecté à l'école de combat de Beyrouth.

### Après-guerre
Il quitte Beyrouth en mai 1946 pour Bizerte en Tunisie puis, en décembre 1949, débarque à Saïgon et participe à la guerre d'Indochine jusqu'en 1952. De retour en Afrique après avoir été promu capitaine, il est de 1954 à 1962 en poste au Maroc, en Tunisie et à nouveau au Maroc. En 1961, avec le grade de chef de bataillon, il est déplacé en Algérie et prend le commandement du quartier urbain de Sidi Bel Abbès. En poste à Marseille de 1962 à 1964, il est ensuite commandant en second de son premier régiment, le 3e REI, à Madagascar. De retour en France en 1966, il est promu lieutenant-colonel et est affecté au 1er régiment étranger à Aubagne jusqu'en novembre 1967, date à laquelle il est muté à l'inspection technique du personnel de réserve de l'armée de terre. Georges Ungerman meurt le 13 novembre 1998 à Aubagne et est inhumé à Marseille.

## Décorations
|  |  |  |
|  |  |  |
|  |  |  |
|  |  |  |
|  |  |  |

| Commandeur de la Légion d'Honneur                            | Commandeur de la Légion d'Honneur                            | Compagnon de la Libération                                                                                | Compagnon de la Libération                                                                                | Croix de Guerre 1939-1945                               | Croix de Guerre 1939-1945                               |
| Croix de guerre des Théâtres d'opérations extérieurs         | Croix de guerre des Théâtres d'opérations extérieurs         | Croix de la Valeur militaire                                                                              | Croix de la Valeur militaire                                                                              | Croix du combattant volontaire                          | Croix du combattant volontaire                          |
| Croix du combattant                                          | Croix du combattant                                          | Médaille coloniale Avec agrafes "Érythrée", "Libye", "Bir-Hakeim", "Tunisie", "Maroc" et "Extrême-orient" | Médaille coloniale Avec agrafes "Érythrée", "Libye", "Bir-Hakeim", "Tunisie", "Maroc" et "Extrême-orient" | Médaille commémorative française de la guerre 1939-1945 | Médaille commémorative française de la guerre 1939-1945 |
| Médaille commémorative de Syrie-Cilicie Avec agrafe "Levant" | Médaille commémorative de Syrie-Cilicie Avec agrafe "Levant" | Médaille commémorative des services volontaires dans la France libre                                      | Médaille commémorative des services volontaires dans la France libre                                      | Médaille commémorative de la campagne d'Italie          | Médaille commémorative de la campagne d'Italie          |
| Médaille commémorative de la campagne d'Indochine            | Médaille commémorative de la campagne d'Indochine            | Médaille commémorative des opérations de sécurité et de maintien de l'ordre                               | Médaille commémorative des opérations de sécurité et de maintien de l'ordre                               | Officier de l'Ordre du Nichan Iftikhar (Tunisie)        | Officier de l'Ordre du Nichan Iftikhar (Tunisie)        |